# 源賴家
源賴家（日语：〔〕／ Minamoto no Yoriie，1182年9月11日—1204年8月14日）為鎌倉幕府第二代鎌倉殿及第二代征夷大將軍。源賴家是幕府初代将军，河內源氏後裔源賴朝的嫡子，母亲为北條政子。

## 生平
壽永元年(1182)8月12日，源賴家出生，幼名萬壽。其父為源賴朝，母為伊豆豪族北條時政的女兒北條政子。源賴家的乳母為比企尼(源賴朝乳母)的女兒。
建久4年(1193)5月，富士野卷狩，時年12歲的源賴家射殺了一頭鹿，並舉行矢口祭祀。
建久6年（1195）2月，源賴家随著源赖朝上洛，獲得後鳥羽天皇賞賜御劍。建久8年（1197）12月15日獲封從五位上・右近衛權少將。正治元年（1199）年正月，源賴朝突然去世，源賴家轉任左近衛中將，並繼任家督，成为第二代鎌倉殿，时年18岁。建仁2年（1202）年初升為正三位，7月22日再升從二位，征夷大將軍宣下。翌年升任為正二位。
《吾妻鏡》建久10年(1199)4月12日條記載，源賴家不再直接裁定訴訟事件，轉而由北條時政、比企能員等十三位有力御家人共同商議處理政務；外人亦不可參與訴訟裁決(十三人合議制)。11月，66位御家人共同署名彈劾幕府重臣梶原景時，隔年年初梶原景時遭誅殺(梶原景時之變)。
建仁三年（1203）5月，源賴家叔父阿野全成因涉嫌謀反而遭誅殺。8月，因身患重病，源賴家將日本總守護與關東28國總地頭交由其長男一幡繼承，關西28國總地頭則交由其弟千幡繼承。《吾妻鏡》記載，一幡祖父比企能員因對千幡及其擁護者北條時政心生不滿，企圖拉攏源賴家，追討北條時政，然事跡敗露，比企能員反遭北條時政殺害，隨後幕府軍盡滅比企氏全族（比企能員之變）。不過當代僧侶慈圓所著的《愚管抄》中，並沒有記載源賴家和比企能員計畫追討北條時政的密謀，反而提到源賴家因病出家，準備將職位交予其長男一幡，並由比企能員輔佐，此舉引起支持千幡的北條時政反彈，進而發動軍事政變。
建仁三年（1203）9月初，源賴家病情好轉，密謀討伐北條時政，然事跡敗露，計畫最終流產。而後，源賴家被罷黜鐮倉殿之位，幽禁於伊豆修禪寺，隔年7月18日，源賴家去世。《吾妻鏡》並無源賴家如何去世的相關記載，然《愚管抄》及《增鏡》皆表示源賴家是遭人暗殺身亡。
在鎌倉幕府半官方史書《吾妻鏡》的紀錄中，源賴家放任側近專橫跋扈，輕視前朝老臣，進而引起御家人的不滿，且其過度沉迷狩獵、蹴鞠、酒宴，不關心政務，懈怠祭祀。

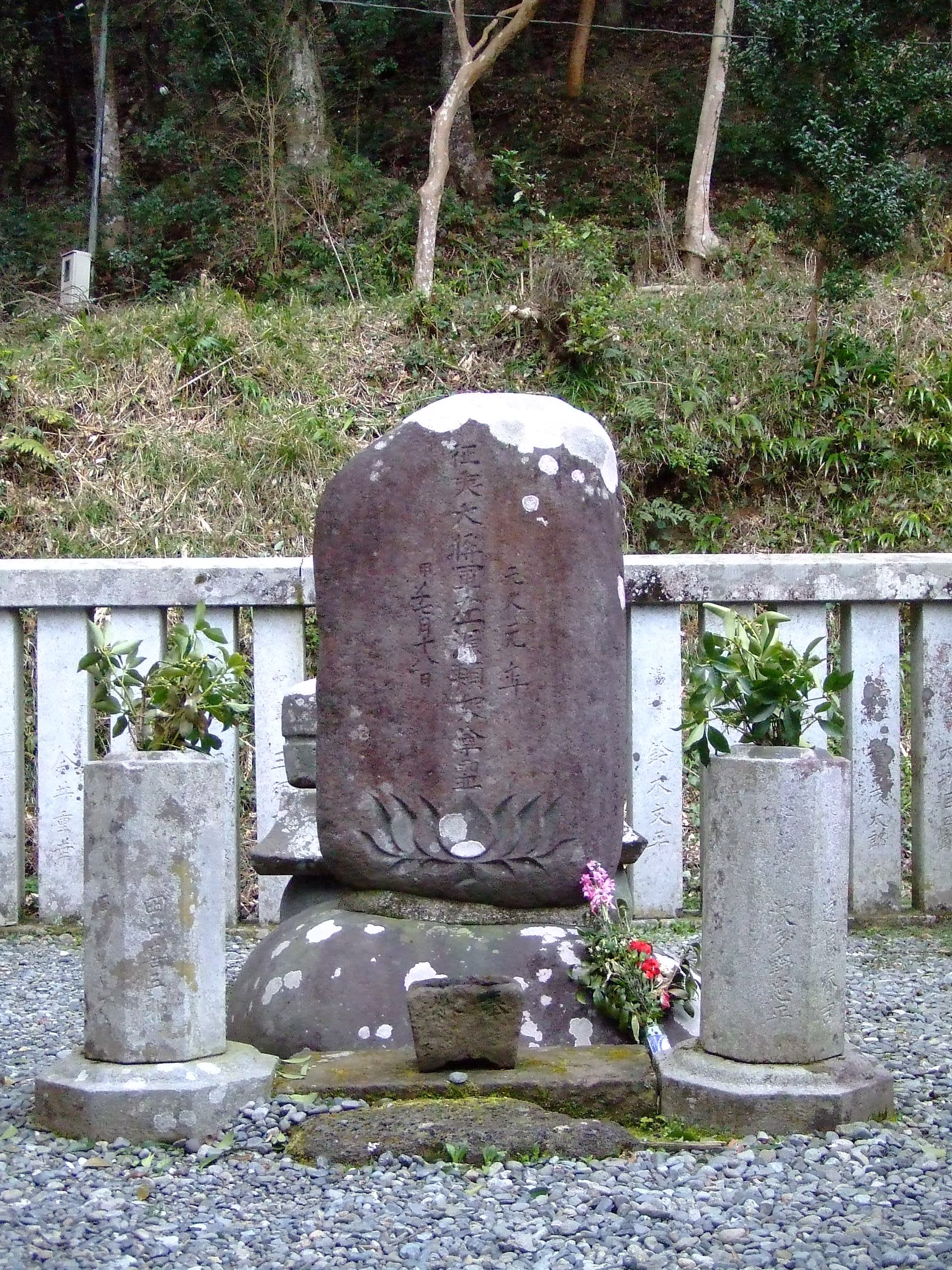
伊豆修禪寺源賴家墓所